# Павленко Максим Миколайович (журналіст)
Максим Миколайович Павленко (нар. 19 червня 1970, Київ, Українська РСР) — український журналіст, редактор, медіаменеджер, видавець. Радник Урядового секретаря Кабінету міністрів України у 2000-2001 рр. Онук українського кінематографіста, організатора кіновиробництва Олексія Ярмольського.

## Життєпис
Народився 19 червня 1970 року у місті Києві.
Навчався у київській середній школі № 142 та музичній школі № 5 ім. Л.Ревуцького.
З 1990 займався проблематикою Голокосту в Україні, був помічником по зв'язках зі ЗМІ засновника Історико-просвітницького центру «Бабин Яр» Олександра Шлаєна.
У 1992 році закінчив факультет журналістики Київського державного університету ім. Т. Шевченка.
У 1992 - 1993 рр. - прес-секретар Торгово-промислової палати України. 
З 1993 року працював репортером, редактором, старшим редактором у інформаційній агенції «Інтерфакс-Україна». Згодом перейшов у агенцію «Deutsche Presse-Agentur» (Німеччина). 
У 1996-1997 рр. працював керівником аналітичної служби ділового видання «Бізнес» та заступником головного редактора тижневика «Деловая неделя».
З 1998 року був керівником Центру оцінки політичних ризиків, а також радником Урядового секретаря Кабінету міністрів України Віктора Лисицького у 2000-2001 рр.
У 2001—2003 рр. очолював інформаційно-видавничу групу «Телеграфъ». Керував запуском газетних проєктів «Киевский телеграф», «Харьковский телеграф», «Приднепровский телеграф», «Одесский телеграф», «Православный мир», а також інтернет-проєктом «Версии». Був шеф-редактором газети «Киевский телеграф».
У 2004 році очолив інтернет-проект ІА "Новини-Україна" (дочірній проект РИА Новости).
На чолі видавничого дому «Профіт Прес» у 2006—2007 рр., разом з письменником Дмитром Биковим, здійснив ребрендинг журналу «Профіль-Україна». На сторінках оновленого видання Президент України Віктор Ющенко презентував власний рейтинг досягнень влади. 
Керував запуском журнальних проєктів «Антиквар» та «Commercial Real Estate».
З 2008 року — генеральний директор ІВГ «Східна проєкція». Зокрема, видавав книжки києвознавця Олександра Анісімова, спогади радянського дисидента Левка Лук'яненка; у рамках проєкту «Зона відчуження» випустив унікальні фотоальбоми «Ляльки Чорнобиля» та «Обличчя Чорнобиля».
У 2011-му створив та очолив інтернет-проект health info.

## Громадська діяльність
Був співзасновником та головою громадської організації «Національна антикорупційна спілка». Брав участь у боротьбі проти містобудівного свавілля київської міської влади, антикорупційних журналістських розслідуваннях .

## Відзнаки
- Відзнака    Державного комітету України у справах національностей та міграції  "За особистий вагомий внесок у зміцнення миру та міжнаціональної злагоди" (2004)
- Почесний знак  Міністерства України з питань надзвичайних ситуацій "За сприяння" (2007)[8]